# Батлер, Билл
Билл Батлер (англ. Bill Butler; 7 апреля 1921[…], Крипл-Крик, Колорадо — 5 апреля 2023, Монтана) — американский кинооператор.

## Биография
Родился 7 апреля 1921 года в городе Крипл-Крик, США. Учился в Уэслианском колледже и в университете Айовы. Карьеру кинооператора начал в 1962 году со съёмок документальных картин. В художественном кино дебютировал на съёмках фильма «Бесстрашный Фрэнк» режиссёра Филипа Кауфмана. Работал во второй бригаде операторов на съёмках фильма «Крёстный отец» Фрэнсиса Форда Копполы, а также был добавочным оператором на фильме «Пролетая над гнездом кукушки», за работу в котором он был номинирован на премию «Оскар» вместе с основным кинооператором Хаскеллом Уэкслером и на премию BAFTA вместе с Уэкслером и вторым добавочным оператором Уильямом Фрейкером.
Является членом Американского общества кинооператоров. В 2002 году стал лауреатом премии ASC за жизненные достижения.
Скончался 5 апреля 2023 года.

## Избранная фильмография
- 1969 — Люди дождя / The Rain People (реж. Фрэнсис Форд Коппола)
- 1974 — Разговор / The Conversation (реж. Фрэнсис Форд Коппола)
- 1975 — Челюсти / Jaws (реж. Стивен Спилберг)
- 1976 — Губная помада / Lipstick (реж. Ламонт Джонсон)
- 1977 — Рейд на Энтеббе / Raid On Entebbe (реж. Ирвин Кершнер)
- 1977 — Потомство демона / Demon Seed (реж. Дональд Кэммелл)
- 1977 — Козерог-1 / Capricorn One (реж. Питер Хайамс)
- 1978 — Омен 2: Дэмиен / Damien Omen 2 (реж. Дон Тэйлор и Майк Ходжес)
- 1978 — Бриолин / Grease (реж. Рэндал Клайзер)
- 1979 — Рокки 2 / Rocky II (реж. Сильвестр Сталлоне)
- 1980 — Музыку не остановить / Can’t Stop The Music (реж. Нэнси Уокер)
- 1981 — Добровольцы поневоле / Stripes (реж. Айван Райтман)
- 1981 — Ночь, когда погасли огни в Джорджии / The Night the Lights Went Out in Georgia (реж. Рональд Максвелл)
- 1982 — Рокки 3 / Rocky III (реж. Сильвестр Сталлоне)
- 1985 — Рокки 4 / Rocky IV (реж. Сильвестр Сталлоне)
- 1985 — Пиво / Beer (реж. Патрик Келли)
- 1986 — Большой переполох / Big Trouble (реж. Джон Кассаветис)
- 1988 — Детские игры / Child’s Play (реж. Том Холланд)
- 1988 — Билокси Блюз / Biloxi Blues (реж. Майк Николс)
- 1990 — Мост граффити / Graffiti Bridge (реж. Принс)
- 1991 — Горячие головы! / Hot Shots! (реж. Джим Абрахамс)
- 1993 — Бетховен 2 / Beethoven’s 2nd (реж. Род Дэниэл)
- 1993 — Полицейский с половиной / Cop & 1/2 (реж. Генри Уинклер)
- 1993 — Снайпер / Sniper (реж. Луис Льоса)
- 1997 — Анаконда / Anaconda (реж. Луис Льоса)
- 1997 — Детектор лжи / Deceiver (реж. Джонас Пэйт и Джош Пэйт)
- 2001 — Порок / Frailty (реж. Билл Пэкстон)
- 2002 — Джо и Макс / Joe and Max (реж. Стив Джеймс)
- 2008 — Лимузин / Limousine (реж. Жером Дасье)